# Station Terespol
Station Terespol is een spoorwegstation in de Poolse plaats Terespol.